# Paimio
Paimio er by og kommune i Finland.
Paimio ligger i Vestfindlands len og kommunen har 10,695 indbyggere (31. august 2017).
60°27′25″N 22°41′10″Ø / 60.4569°N 22.6861°Ø